# Светла Протич
Светла Венцеславова Протич е известна българска концертираща пианистка и професор по музика.

## Биография
Родена е в семейство на интелектуалци, сестра е на българския лекар-ендокринолог проф. д-р Михаил Протич.
Започва да учи пиано на 5-годишна възраст при проф. Димитър Ненов, изнася първия си самостоятелен рецитал на 8 години, в камерната зала на читалище „Пенчо Славейков“, София.
Приета е за студентка в Българската държавна консерватория на 15 години, завършва я с отличие на 20-годишна възраст. След няколко месеца изпълнителски и преподавателски стаж в Пловдив през 1960 г. Светла Протич заминава за Букурещ, където учи в майсторския клас на известната проф. Флорика Музическу.
След като завършва своето специално образование, пианистката започва активна изпълнителска дейност из цялата страна, както и в чужбина. Свири на сцена като солистка на Софийската филхармония под диригентството на известните български музиканти Васил Казанджиев и Йордан Дафов, както и в редица соло рецитали. Нейните изпълнения имат изключителен успех в десетки страни в света: бившия Съветски съюз, Франция, Италия, Полша, Египет, Иран, Норвегия, Унгария, бившата Чехословакия, Нидерландия, Испания, Япония, Съединените щати и др.
През 1981 г. Светла Протич постига изключителен успех по време на своя изпълнителски дебют във Великобритания в историческата зала „Уигмор Хол“. През същата година пианистката приема поканата на австрийското министерство на културата за едногодишна специализация във Виена, върху творчеството, стиловите особености и интерпретация в музиката на Волфганг Амадеус Моцарт.
Понастоящем Светла Протич живее в Япония и е професор по пиано в Университета „Дошиша“, който е сред най-старите и реномирани университети в Киото. Заедно с дейността си като педагог проф. Протич продължава и активна изпълнителска дейност из цяла Япония: соло рецитали, камерна музика, както и като солист на „Кансай Филхармони Оркестра“.